# Sullom Voe (Bucht)

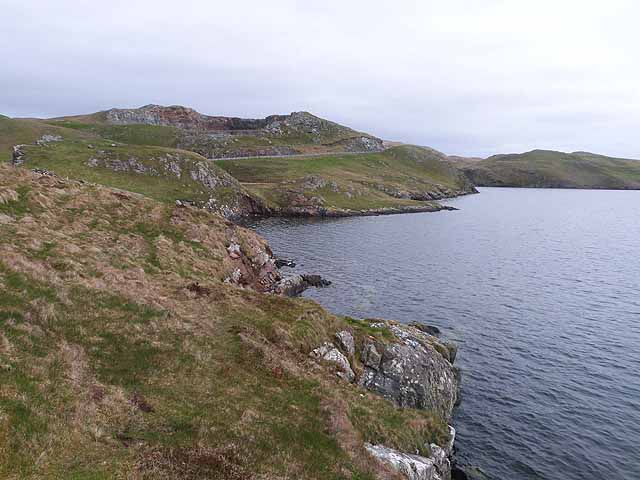
Westküste des Sullom Voes im Süden

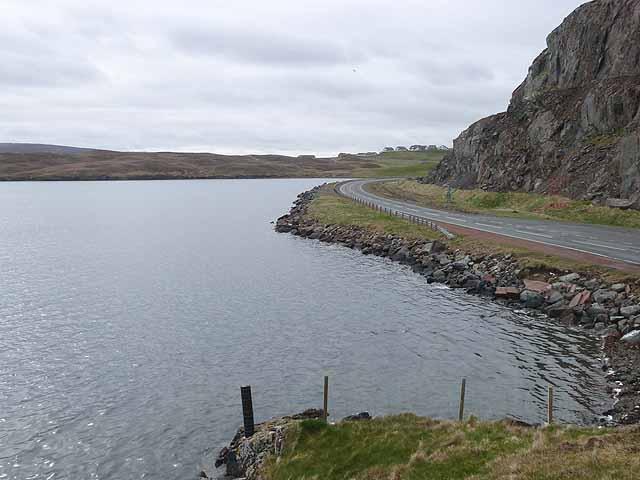
Ostküste des Sullom Voes im Süden

Die Sullom Voe ist eine Bucht (Voe) der Nordsee, die im Nordwesten der zu Schottland zählenden Shetlands liegt.

## Geographie
Die Bucht erstreckt sich vom Yell Sound, über eine Länge von etwa 13 Kilometern, nach Süden. Die Ostseite zählt zu Mainland, die Westseite zu Northmavine. Nahe des südlichen Endes liegt auf dem östlichen Ufer die Stadt Brae. Ihren Abschluss findet die Bucht an der, etwa 100 Meter breiten Landenge Mavis Grind, wo, auf der gegenüberliegenden Seite im Westen, die St Magnus Bay vom Nordatlantik liegt.

## Historisches
Die Bucht wurde vielfach von Fischern genutzt, um ihnen Schutz bei Stürmen auf dem Meer zu bieten. Überregional bekannt wurde sie, nachdem 1981 ein Ölterminal in Betrieb gegangen war.